# Margarete Böhme
Margarete Böhme (Name während der zweiten Ehe: Margarete Schlüter, Pseudonym: Ormános Sandor; * 8. Mai 1867 als Wilhelmine Margarete Susanna Feddersen in Husum; † 23. Mai 1939 in Hamburg-Othmarschen) war eine deutsche Schriftstellerin.

## Leben
Margarete Feddersen wuchs in Husum auf, wo sie eine Höhere Töchterschule besuchte. Bereits mit 17 Jahren veröffentlichte sie ihre erste Erzählung in einer Hamburger Zeitung; in den folgenden Jahren lieferte sie feuilletonistische Beiträge für deutsche und österreichische Zeitungen. 1894 heiratete sie den Zeitungsverleger Friedrich Theodor Böhme, mit dem sie in Boppard lebte. Die Ehe wurde 1900 geschieden. Danach lebte Margarete Böhme mit ihrer Tochter als Journalistin und freie Schriftstellerin in Berlin-Friedenau. Ab 1903 veröffentlichte sie Unterhaltungsromane, die teilweise zuerst als Fortsetzungsromane in Zeitungen erschienen. Ihren Durchbruch hatte sie 1905 mit dem Roman Tagebuch einer Verlorenen. 1911 schloss Böhme die Ehe mit dem Berliner Brotfabrikanten Theodor Schlüter. Nach dessen Tod zog sie zu ihrer Tochter nach Hamburg-Othmarschen, wo sie bis zu ihrem Tod lebte.
Margarete Böhmes literarisches Werk besteht aus zahlreichen Romanen und Erzählungen. Ihr größter Erfolg Tagebuch einer Verlorenen ist die Schilderung des Abstiegs einer jungen Frau in die Prostitution; da Böhme sich in der Erstausgabe als „Herausgeberin“ bezeichnete, wurde es lange Zeit für ein authentisches Tagebuch gehalten. Mit 1,2 Millionen verkauften Exemplaren war das Tagebuch einer Verlorenen einer der größten Verkaufserfolge des deutschen Buchhandels vor 1933. Es wurde in 14 Sprachen übersetzt und dreimal verfilmt. Danach veröffentlichte Margarete Böhme weitere Romane zu sozialen Zeitthemen. Als ihr gelungenstes Werk gilt weithin der 1911 erschienene Kaufhausroman W.A.G.M.U.S.
Nach der nationalsozialistischen Machtergreifung wurden Margarete Böhmes Bücher in Deutschland nicht mehr verlegt, das Tagebuch einer Verlorenen wurde verboten und die Autorin geriet weitgehend in Vergessenheit. Das seit den Neunzigerjahren des 20. Jahrhunderts, vor allem in den Vereinigten Staaten, neu erwachte Interesse an ihrer Person und ihrem Werk dürfte maßgeblich beeinflusst sein vom posthumen Kult um die Schauspielerin Louise Brooks, die 1929 die Hauptrolle in Georg Wilhelm Pabsts Verfilmung des Tagebuchs spielte.
2009 begann die Husumer Theatergruppe 5plus1 mit „Margarete Böhme. Einblicke. Eine Annäherung an ihr Werk“ dieses in Neuausgaben (jeweils mit Nachwort und Glossar) wieder zugänglich zu machen.
Ihr Roman W.A.G.M.U.S. ist ein wichtiger Referenztext in Uwe Lindemanns Studie Das Warenhaus. Schauplatz der Moderne (2015).

## Werke
- Im Irrlichtschein, Berlin 1903. (Digitalisat)
- Zum Glück, Dresden 1903
- Abseits vom Wege, Berlin 1904
- Fetisch, Berlin 1904
- Wenn der Frühling kommt, Berlin 1904
- Die grünen Drei, Berlin 1905
- Tagebuch einer Verlorenen, Berlin 1905, Neuausgabe Husum 2021. (Digitalisat, Neuauflage 2017, ISBN 978-3-7437-0258-5)
- Die graue Straße, Dresden 1906. (Digitalisat)
- Des Gesetzes Erfüllung, Berlin 1906
- Johann …, Groß-Lichterfelde-Ost 1906
- Mieze Biedenbachs Erlebnisse - Erinnerungen einer Kellnerin, Berlin 1906. (Neuauflage 2014, ISBN 978-3-8430-3786-0)
- Dida Ibsens Geschichte, Berlin 1907. (Digitalisat)
- Apostel Dodenscheit, Berlin 1908
- Rheinzauber, Berlin 1909
- W.A.G.M.U.S., Berlin 1911, Neuausgabe Husum 2016
- Im weißen Kleide, Dresden 1912
- Anna Nissens Traum, Dresden 1913, Neuausgabe Husum 2017
- Christine Immersen, Dresden [u. a.] 1913, Neuausgabe Husum 2014
- Das Telegramm aus Meran, Berlin 1913
- Sarah von Lindholm, Leipzig 1914, Neuausgabe Husum 2012
- Kriegsbriefe der Familie Wimmel, Dresden 1915, Neuausgabe Husum 2018. (Digitalisat)
- Siebengestirne, Dresden 1915
- Treue, Berlin 1915
- Jungens, holt fast!, Reutlingen 1916. (Digitalisat)
- Lebensretter Belf, Reutlingen 1918. (Digitalisat)
- Herzensirren, Siegmar-Chemnitz 1919
- Millionenrausch, Berlin 1919, Neuausgabe Husum 2022
- Vanvoegelferme, Leipzig 1919
- Wind und Wellen, Reutlingen 1919
- Die grüne Schlange, Berlin 1920
- Lukas Weidenstrom, Berlin 1921
- Frau Ines’ Firnenwanderung, Dresden-A. 1922
- Die goldene Flut, Dresden-A. 1922
- Marianne Wendels Leidensweg, Dresden-A. 1922
- Meine Schuld, meine große Schuld …, Dresden 1922
- Narren des Glücks, Dresden 1923
- Roswitha, Dresden 1923
- Frau Bedfords Tränen, Berlin 1924
- Die Maienschneider, Berlin 1925
- Margarete Böhme – die Erfolgsschriftstellerin aus Husum, München [u. a.] 1994
- Einblicke, Husum 2009

## Verfilmungen
- Tagebuch einer Verlorenen (1912), (vermutlich) erste Verfilmung von 1912. Regie: Fritz Bernhardt
- Das Tagebuch einer Verlorenen (1918), zweite Verfilmung von 1918. Regie: Richard Oswald
- Tagebuch einer Verlorenen (1929), dritte Verfilmung von 1929. Regie: Georg Wilhelm Pabst